# 莱娜·斯托伊科维奇
莱娜·斯托伊科维奇（2002年1月3日—），克罗地亚跆拳道运动员，2022年世界跆拳道锦标赛女子46公斤级金牌得主、2023年世界跆拳道锦标赛女子46公斤级金牌得主。